# Acer dactylophyllum
Acer dactylophyllum é uma espécie de árvore do gênero Acer, pertencente à família Aceraceae.